# 北京地下鉄8号線
北京地下鉄8号線 （ペキンちかてつ8ごうせん、中文表記: 北京地铁8号线、英文表記: Beijing Subway Line 8）は、中華人民共和国北京市を走る北京地下鉄の地下鉄路線である。ラインカラーは■緑色。

## 概要

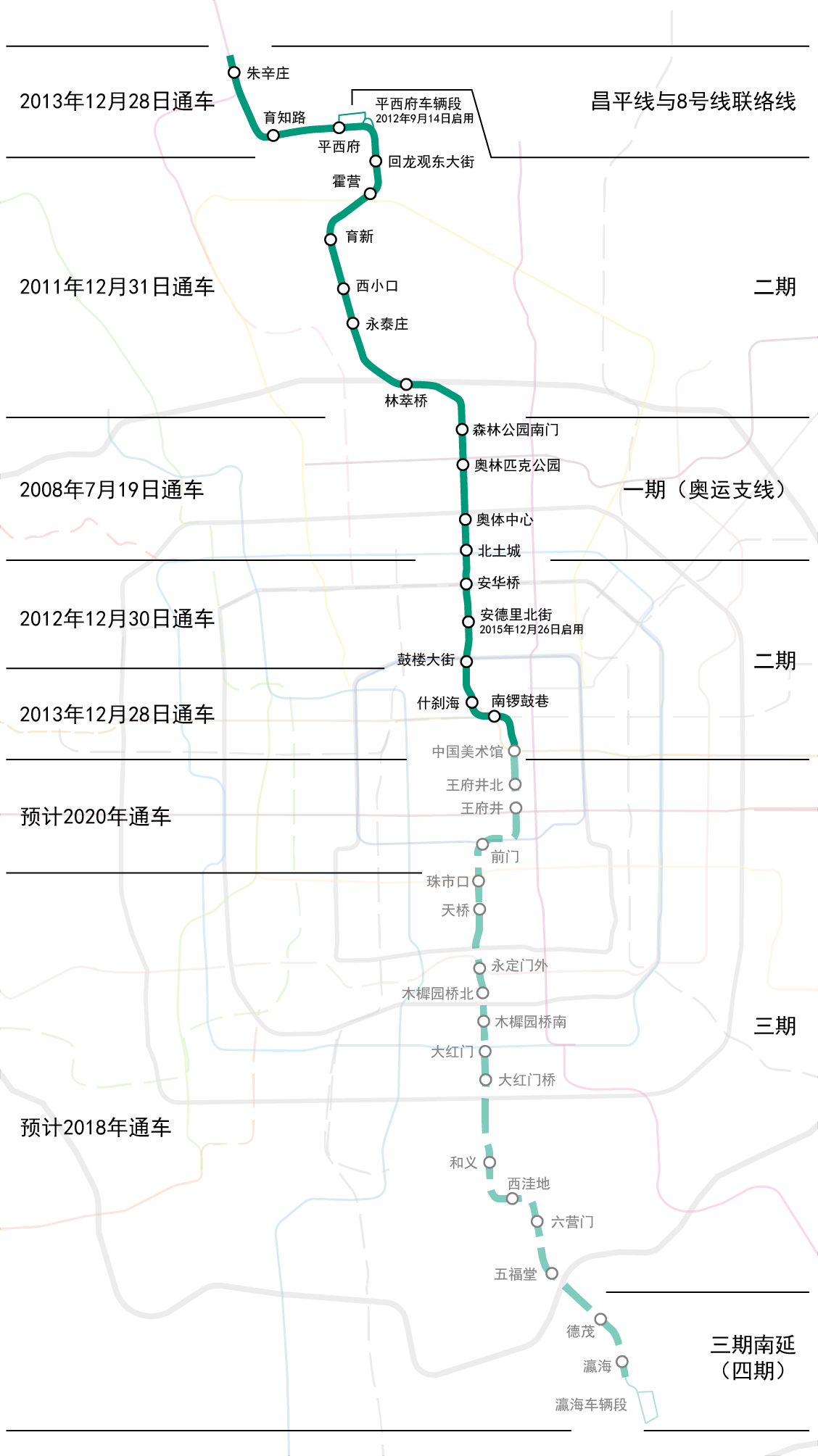
8号線の路線図。

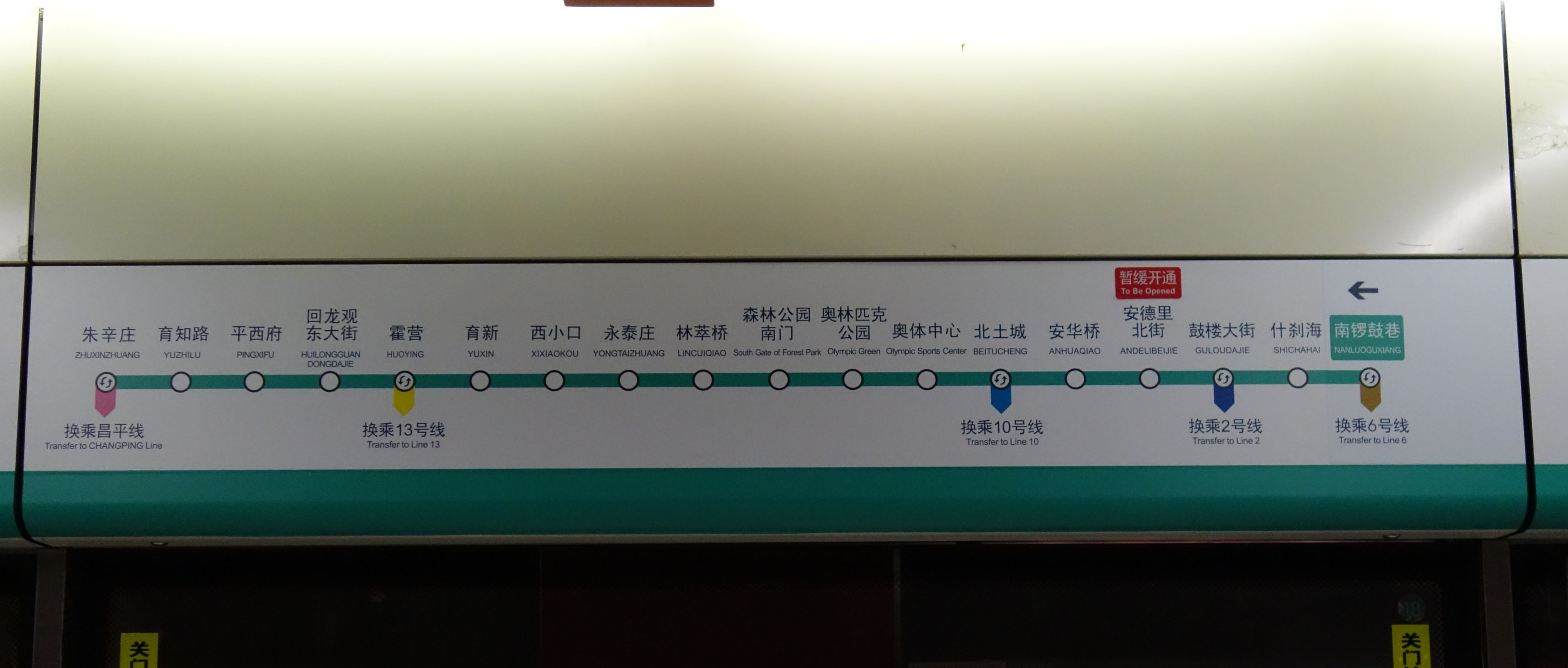
8号線のホームドア上にある路線図。

北京オリンピックにあわせて計画された路線の一つで、朱辛荘駅 - 瀛海駅間の内、北京オリンピックの主会場が集中する地区内の森林公園南門、オリンピック公園、オリンピックスポーツセンターの3駅と10号線の北土城駅の区間が五輪支線として2008年7月19日に部分開業した。
なお、テロ対策のため、オリンピック・パラリンピック終了までは10号線から直接乗り換えができず、選手や関係者、当日のチケットを持っている観客のみセキュリティゲート経由で無料で乗車できた。一般に開放されたのは同年9月20日からである。
その後、2011年12月31日に回龍観東大街駅から森林公園南門駅までの間が延伸開通した。2013年12月28日に、朱辛荘駅から回龍観東大街駅までの昌八連絡線と鼓楼大街駅から南鑼鼓巷駅までの間が延伸開通した。2021年に全通開通し、北京の主要な観光スポットである前門大街、王府井、南鑼鼓巷、什刹海が一本の路線で結ばれた。
朱辛荘駅及び徳茂駅-瀛海駅が地上駅、その他は地下駅となっている。

### 路線データ
- 路線距離（営業キロ）：49.5 km
- 軌間：1,435 mm
- 駅数：35駅（起終点駅含む）
- 複線区間：全線
- 電化区間：全線（直流 750 V 第三軌条方式）
- 車両基地：平西府車両段（中国語版）、瀛海車両段

## 沿革
- 2008年7月19日：森林公園南門駅 - 北土城駅間（一期区間）開通。
- 2011年12月31日：回龍観東大街駅 - 森林公園南門駅間（二期区間）開通[1]。
- 2012年12月30日：北土城駅 - 鼓楼大街駅間（二期区間）開通[2]。
- 2013年12月28日：鼓楼大街駅 - 南鑼鼓巷駅間[3]、朱辛荘駅 - 回龍観東大街駅間（二期区間）開通[4][5]。
- 2014年12月29日：平日朝ラッシュ時の運転間隔を3分30秒から3分15秒に短縮。
- 2015年12月26日：安徳里北街駅開通[6]。
- 2018年12月30日：中国美術館駅、珠市口駅 - 瀛海駅間（三期区間）が開通[7]。
- 2021年12月31日：中国美術館駅 - 珠市口駅間が開通して全通。

## 使用車両
- SFM12型 - 6両編成

### かつて使用されていた車両
- DKZ15型 - 1期区間開業から2期区間開業まで10号線から拝借していた。

## 駅一覧
- 駅名欄の背景色が■で、駅名が斜体字で表示されている駅は未開業の駅であることを表す。

| 駅名           | 駅名           | 駅名                      | 駅間 キロ | 累計 キロ | 接続路線・備考          | 所在地 | 所在地 |
| 日本語         | 簡体字中国語   | 英語                      | 駅間 キロ | 累計 キロ | 接続路線・備考          | 所在地 | 所在地 |
| -------------- | -------------- | ------------------------- | --------- | --------- | ----------------------- | ------ | ------ |
| 朱辛荘駅       | 朱辛庄站       | Zhuxinzhuang              | -         | 0.000     | ■昌平線                 | 北京市 | 昌平区 |
| 育知路駅       | 育知路站       | Yuzhilu                   | 2.318     |           |                         | 北京市 | 昌平区 |
| 平西府駅       | 平西府站       | Pingxifu                  | 1.985     |           |                         | 北京市 | 昌平区 |
| 回龍観東大街駅 | 回龙观东大街站 | Huilongguan Dongdajie     | 2.056     |           |                         | 北京市 | 昌平区 |
| 霍営駅         | 霍营站         | Huoying                   | 1.114     |           | ■13号線                 | 北京市 | 昌平区 |
| 育新駅         | 育新站         | Yuxin                     | 1.894     |           |                         | 北京市 | 海淀区 |
| 西小口駅       | 西小口站       | Xixiaokou                 | 1.543     |           |                         | 北京市 | 海淀区 |
| 永泰荘駅       | 永泰庄站       | Yongtaizhuang             | 1.041     |           |                         | 北京市 | 海淀区 |
| 林萃橋駅       | 林萃桥站       | Lincuiqiao                | 2.553     |           |                         | 北京市 | 朝陽区 |
| 森林公園南門駅 | 森林公园南门站 | South Gate of Forest Park | 2.555     |           |                         | 北京市 | 朝陽区 |
| 奥林匹克公園駅 | 奥林匹克公园站 | Olympic Green             | 1.016     |           | ■15号線                 | 北京市 | 朝陽区 |
| 奥体中心駅     | 奥体中心站     | Olympic Sports Center     | 1.667     |           |                         | 北京市 | 朝陽区 |
| 北土城駅       | 北土城站       | Beitucheng                | 0.900     |           | ■10号線                 | 北京市 | 朝陽区 |
| 安華橋駅       | 安华桥站       | Anhuaqiao                 | 1.018     |           | ■12号線                 | 北京市 | 東城区 |
| 安徳里北街駅   | 安德里北街站   | Andeli Beijie             | 1.274     |           |                         | 北京市 | 東城区 |
| 鼓楼大街駅     | 鼓楼大街站     | Gulou Dajie               | 1.083     |           | ■2号線                  | 北京市 | 東城区 |
| 什刹海駅       | 什刹海站       | Shichahai                 | 1.188     |           |                         | 北京市 | 東城区 |
| 南鑼鼓巷駅     | 南锣鼓巷站     | Nanluoguxiang             | 0.902     |           | ■3号線（建設中） ■6号線 | 北京市 | 東城区 |
| 中国美術館駅   | 中国美术馆站   | National Art Museum       | 1.437     |           |                         | 北京市 | 東城区 |
| 金魚胡同駅     | 金鱼胡同站     | Jinyu Hutong              | 0.873     |           |                         | 北京市 | 東城区 |
| 王府井駅       | 王府井站       | Wangfujing                | 0.762     |           | ■1号線                  | 北京市 | 東城区 |
| 前門駅         | 前门站         | Qianmen                   | 1.857     |           | ■2号線                  | 北京市 | 東城区 |
| 珠市口駅       | 珠市口站       | Zhushikou                 | 1.085     |           | ■7号線                  | 北京市 | 東城区 |
| 天橋駅         | 天桥站         | Tianqiao                  | 0.881     |           |                         | 北京市 | 東城区 |
| 永定門外駅     | 永定门外站     | Yongdingmenwai            | 1.800     |           | ■14号線                 | 北京市 | 東城区 |
| 木樨園駅       | 木樨园站       | Muxiyuan                  | 0.741     |           |                         | 北京市 | 東城区 |
| 海戸屯駅       | 海户屯站       | Haihutun                  | 0.845     |           |                         | 北京市 | 東城区 |
| 大紅門駅       | 大红门站       | Dahongmen                 | 未開業    | 未開業    | ■10号線                 | 北京市 | 豊台区 |
| 大紅門南駅     | 大红门南站     | Dahongmen South           | 1.678     |           |                         | 北京市 | 豊台区 |
| 和義駅         | 和义站         | Heyi                      | 2.446     |           |                         | 北京市 | 豊台区 |
| 東高地駅       | 东高地站       | Donggaodi                 | 1.537     |           |                         | 北京市 | 豊台区 |
| 火箭万源駅     | 火箭万源站     | Huojian Wanyuan           | 1.215     |           |                         | 北京市 | 豊台区 |
| 五福堂駅       | 五福堂站       | Wufutang                  | 1.684     |           |                         | 北京市 | 大興区 |
| 徳茂駅         | 德茂站         | Demao                     | 2.076     |           |                         | 北京市 | 大興区 |
| 瀛海駅         | 瀛海站         | Yinghai                   | 1.510     |           |                         | 北京市 | 大興区 |